# Geschützter Landschaftsbestandteil Steinbruch Bredelar
Der Geschützte Landschaftsbestandteil Steinbruch Bredelar mit einer Flächengröße von 0,41 ha liegt nördlich von Bredelar im Stadtgebiet von Marsberg. Das Gebiet wurde 2001 mit dem Landschaftsplan Hoppecketal durch den Kreistag des Hochsauerlandkreises als Geschützter Landschaftsbestandteil (LB) ausgewiesen.

## Beschreibung
Der Landschaftsplan führt zum LB aus: „Es handelt sich um einen aufgelassenen Steinbruch in unterkarbonischem Kieselschiefer, dessen schmaler Zug einen wesentlichen Teil der Hoppecke- und Diemeltalflanken zwischen Messinghausen und Marsberg bildet. Die alte Abgrabungsstätte hat sich im Laufe der Jahre offenbar ungestört entwickelt und stellt sich nun als artenreicher Gehölzbestand auf unterschiedlichen, teilweise extremen Standorten dar. Das kleinräumige Mosaik an Standorteigenschaften legt auch eine relativ große Bedeutung für den Artenschutz nahe.“

## Schutzzweck
Die Ausweisung als LB erfolgte:
- Zur Erhaltung, Entwicklung oder Wiederherstellung der Leistungs- und Funktionsfähigkeit des Naturhaushaltes
- Zur Belebung, Gliederung oder Pflege des Orts- und Landschaftsbildes
- Zur Abwehr schädlicher Einwirkungen

Der LB stellt, wie die anderen LBs im Landschaftsplangebiet, einen herausragenden Lebensraum für die ökologischen Leistungsfähigkeit des Naturhaushaltes dar. Dient ferner als landschaftsgliederndes und -belebendes Element. Die Ausweisung dient der Abwehr realer oder potenzieller schädlicher Einwirkungen durch Pflanzenentnahme, Relief- oder Gewässerveränderungen usw.